# 張仲懽
張仲懽（1533年—？年），字友卿，四川重慶府合州人，明朝政治人物。

## 生平
由州學生中式嘉靖四十三年（1564年）甲子科四川鄉試第十三名舉人，隆慶二年（1568年）戊辰科會試第七十一名，第三甲第一百六十三名進士。授行人司行人。
张仲懽墓在落阳门外雷家大堰塘磡上。碑题皇明赐进士第迪功郞张仲懽之墓。八世孙蓬州学正张乃孚重建。

## 家族
曾祖張洪；祖張臯羽，訓導；父張育；母趙氏。慈侍下。